# Der Sträfling aus Stambul
Pour plus de détails, voir Fiche technique et Distribution.
Der Sträfling aus Stambul (en français, Le Prisonnier d'Istanbul) est un film allemand réalisé par Gustav Ucicky, sorti en 1929.

## Synopsis
Le Levantin Thomas Zezi passe un an et demi en prison pour contrebande. Il est libéré et revient chez lui. Il découvre alors que son compère Manopulos habite dans son appartement et que sa femme Jola est maintenant avec lui. Hors de lui, il chasse Manopulos. Zezi est plus que jamais conscient que quelque chose doit changer dans sa vie et qu'il doit dire au revoir à ses habitudes. D'abord il décide de devenir honnête. Un peu plus tard Zezi rencontre la sage Hilde Woolworth, une jeune vendeuse qui a des difficultés financières. Il base sa nouvelle vie sur elle.
Zezi obtient grâce à un conseiller juridique véreux de faux papiers pour avoir une nouvelle identité et se faire passer pour célibataire. Ainsi il peut épouser Hilde pour qui il a eu le coup de foudre. Il ne lui dit rien de son passé sombre et de son premier mariage, une femme à la réputation très douteuse dont il pense qu'il ne pourra plus faire sa vie avec elle. Au début, il échoue à avoir un divorce rapide avec Jola. Mais il ne supporte pas de cacher sa double vie et avoue tout à Hilde. Bouleversée, elle se suicide en tournant le robinet de gaz dans sa cuisine, pour protéger son mari des conséquences juridiques de la bigamie et de tous les autres maux.

## Fiche technique
- Titre : Der Sträfling aus Stambul
- Réalisation : Gustav Ucicky assisté de Karl Hartl
- Scénario : Franz Schulz, Robert Liebmann (de) d'après le roman Das Fräulein und der Levantiner  de Fedor von Zobeltitz (de)
- Musique : Willy Schmidt-Gentner
- Direction artistique : Jacques Rotmil, Heinz Fenchel (de)
- Photographie : Karl Hasselmann
- Production : Günther Stapenhorst
- Sociétés de production : UFA
- Société de distribution : UFA
- Pays de production :  République de Weimar
- Langue : allemand
- Format : Noir et blanc - 1,33:1 - 35 mm
- Genre : Drame
- Durée : 102 minutes
- Dates de sortie :
  - République de Weimar : 30 août 1929.
  - Royaume-Uni : 7 novembre 1930 (Londres).

## Distribution
- Heinrich George : Thomas Zezi
- Betty Amann : Hilde Wollwarth
- Willi Forst : Manopulos
- Paul Hörbiger : Vlastos
- Trude Hesterberg : Jola Zezi
- Lotte Lorring (de) : Dolly
- Frida Richard : La propriétaire
- Paul Rehkopf : Le conseiller juridique
- Erich Möller : Le policier

## Source de la traduction
- (de) Cet article est partiellement ou en totalité issu de l’article de Wikipédia en allemand intitulé « Der Sträfling aus Stambul » (voir la liste des auteurs).